# Martín Merquelanz Castellanos
Martín Merquelanz Castellanos   (Irun, 12 de juny de 1995) és un futbolista professional basc que juga com a migcampista.

## Carrera de club
Merquelanz es va formar al planter de la Reial Societat. Fou promocionat a la Reial Societat B el 23 de juny de 2014, i va debutar com a sènior el 31 d'agost tot entrant com a substitut a la segona part, per Pablo Hervías en una derrota per 0–3 a fora en un partit de Segona Divisió B contra el CD Tudelano.
Merquelanz va marcar el seu primer gol com a sènior el 20 de setembre de 2015, el segon en una victòria per 5–0 a fora contra el CD Mensajero. Prop d'un any més tard va marcar un hat-trick en una victòria a casa per 4 a0 contra el Gernika Club, i va acabar la temporada 2016–17 amb deu gols en 36 partits.
Merquelanz va renovar contracte fins al 2019 el 17 de maig de 2017, però va patir una greu lesió de genoll el desembre, la qual el va mantenir fora dels terrenys de joc per tot el que quedava de la temporada 2017–18. El següent 12 de gener, va ampliar el seu contracte fins al 2020.
El 14 d'agost de 2018 Merquelanz fou promocionat definitivament al primer equip a La Liga. Va debutar a la màxima categoria el 31 d'agost, substituint Asier Illarramendi en una derrota per 1 a 2 a fora contra la SD Eibar, però va haver d'abandonar el partit tres minuts més tard a causa d'una lesió.
El 19 de juliol de 2019, després de passar la temporada recuperant-se d'una lesió de genoll, Merquelanz fou cedit al CD Mirandés de Segona Divisió, per un any. Va marcar el seu primer gol com a professional el 24 d'agost, el de l'empat en una derrota per 1–2 a casa contra el Cadis CF. Merquelanz fou titular habitual amb els castellanolleonesos, i va marcar 15 gols, rècord de la seva carrera, per ajudar l'equip a evitar el descens i a assolir les semifinals de la Copa del Rei.
Després de retornar a la Real Sociedad, Merquelanz va renovar amb el club fins al 2025 el 8 d'agost de 2020. Més o menys un any més tard, després de jugar escadusserament, fou cedit al Rayo Vallecano de primera divisió per la temporada 2021-22.